# Liste der Krater des Erdmondes/Q
| Name     | Benannt nach     | Lage                       | Mittlerer Durchmesser (km) |
| -------- | ---------------- | -------------------------- | -------------------------- |
| Quetelet | Adolphe Quételet | 43° 6′ 0″ N, 134° 54′ 0″ W | 55                         |